# Anton Julen
Anton Julen (Zermatt, 20 februari 1898 - Zermatt, augustus 1982) was een Zwitsers militair. 

## Carrière
Julen was samen met zijn broer Alfons onderdeel van de Zwitserse ploeg die deelnaam aan de Militaire patrouille tijdens de eerste Olympische Winterspelen in 1924. Julen won tijdens deze spelen met zijn ploeggenoten de gouden medaille. Vier jaar later was Julen wederom aanwezig op de Olympische Winterspelen en behaalde toen de derde plaats bij de Militaire patrouille, tijdens de spelen van 1928 was de Militaire patrouille een demonstratieonderdeel, ontvang hij geen olympische medaille voor zijn prestatie.